# Kecel
Kecel – miasto na Węgrzech, w komitacie Bács-Kiskun, w powiecie Kiskőrös.